# Koguva
Koguva est un village de l'île de Muhu. Le village  appartient à la Commune de Muhu dans le Comté de Saare en Estonie. En 2000, Koguva avait 30 habitants.

## Histoire
En 1532, Walter de Plettenberg évoque Koguva, dans un document affranchissant un serf nommé Hansken et ses descendants. Ces descendants seront par la suite surnommés Schmuul. L'écrivain soviétique Juhan Smuul (1922–1971) est né à Koguva et y possédera jusqu'à sa mort la ferme familiale léguée par son père. 
Dans les années 1970, la ferme familiale a été transformée en Musée Juhan Smuul. Dans les années 1990, il sera renommé Musée de Muhu .

## Galerie

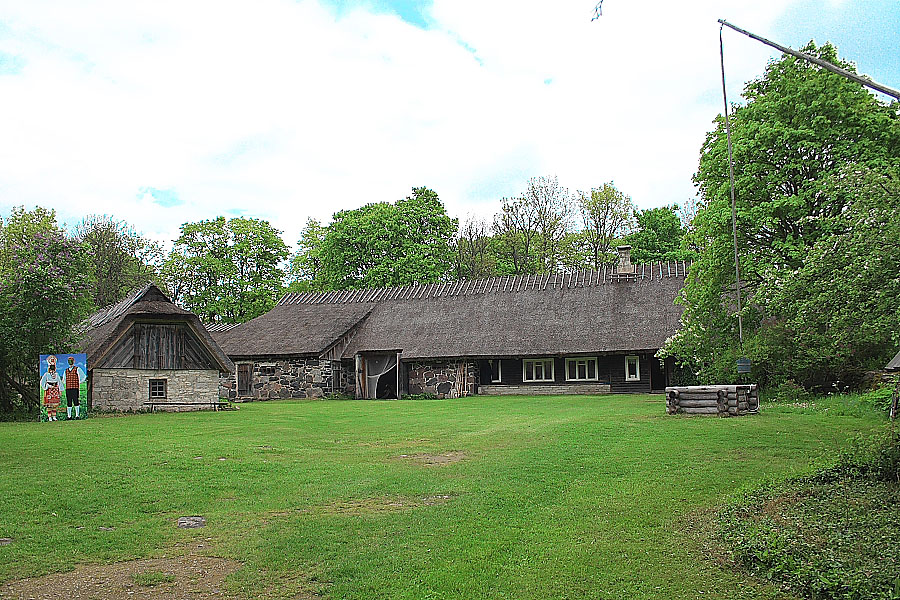
Le musée de Muhu.
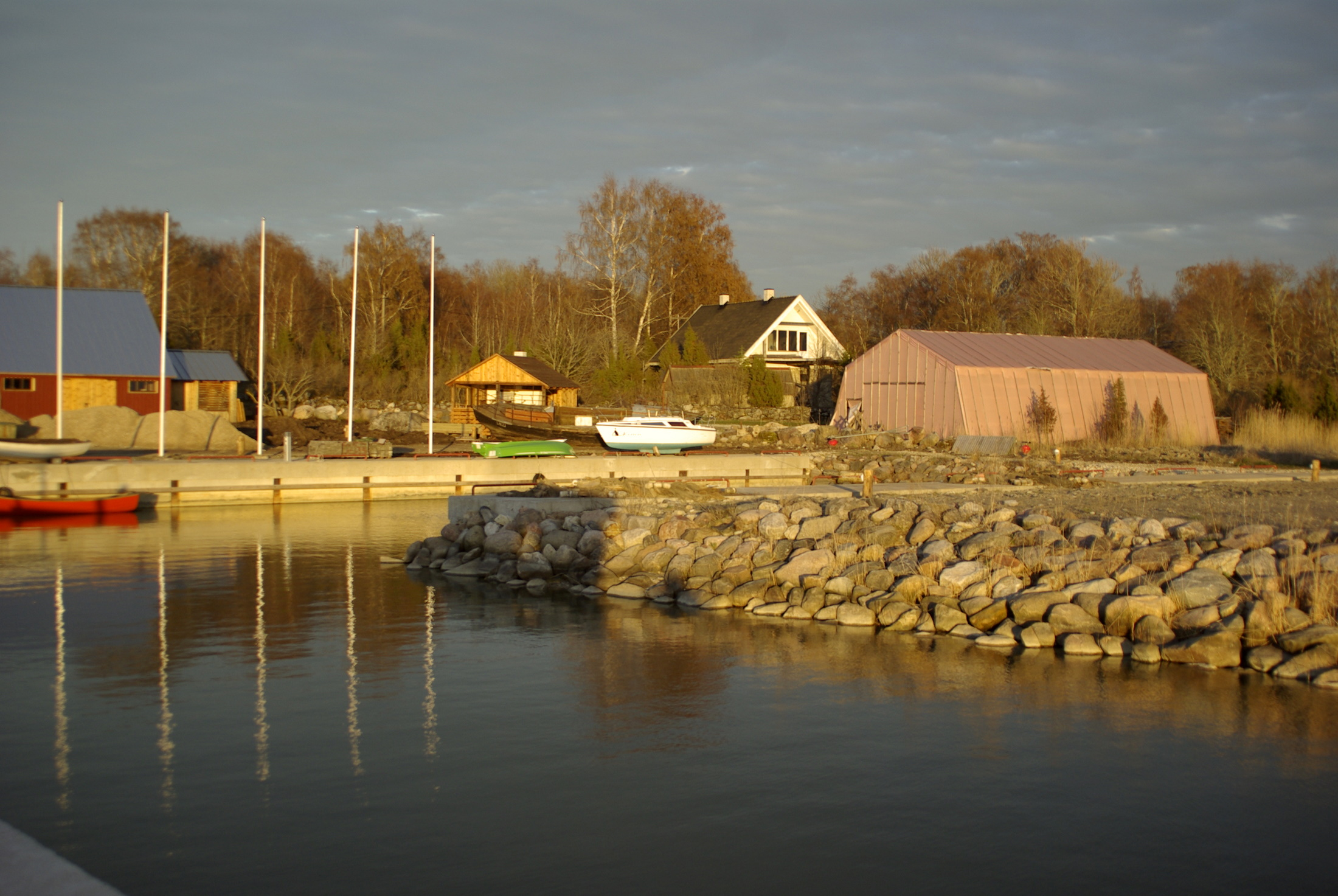
Le port de Koguva.
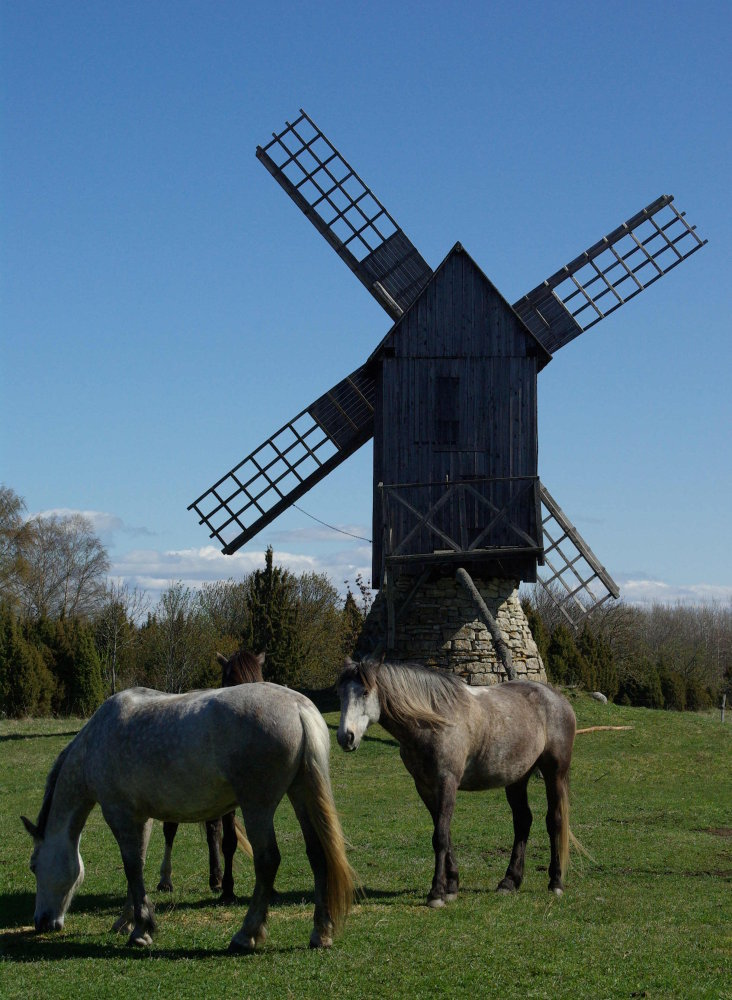
L'un des 3 moulins de Koguva.
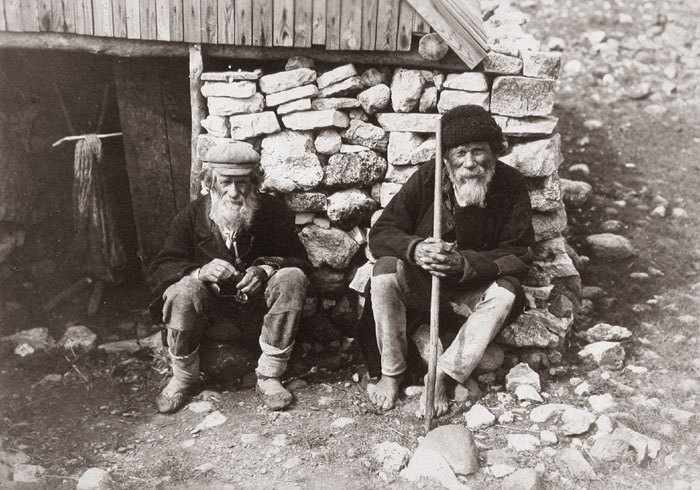
Gardiens du village de Koguva par Johannes Pääsuke